# Diamond DA40
Diamond DA40 Diamond Star – czteromiejscowy lekki samolot szkolny i turystyczny produkowany przez austriacką firmę Diamond Aircraft Industries. 4 egzemplarze użytkowane są do celów szkoleniowych przez Österreichische Luftstreitkräfte od 2018 roku. 